# 拉斯埃爾莫薩斯國家自然公園

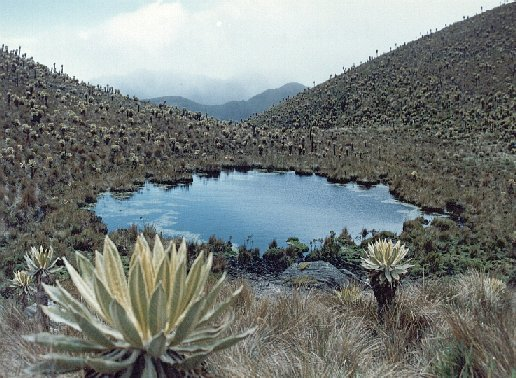

拉斯埃爾莫薩斯國家自然公園（西班牙語：Parque nacional natural Las Hermosas）是哥倫比亞的國家公園，位於該國西部托利馬省和考卡山谷省，處於哥倫比亞中部山脈，成立於1977年，面積1,250平方公里。